# Saint-Joseph-des-Bancs
Saint-Joseph-des-Bancs è un comune francese di 190 abitanti situato nel dipartimento dell'Ardèche della regione dell'Alvernia-Rodano-Alpi.

## Società

### Evoluzione demografica
Abitanti censiti